# Просена
Просена́ (болг. Просена) — село в Русенській області Болгарії. Входить до складу общини Русе.

## Населення
За даними перепису населення 2011 року у селі проживала 571 особа.
Національний склад населення села:
| Національність   | Кількість осіб | Відсоток |
| ---------------- | -------------- | -------- |
| болгари          | 309            | 65,6%    |
| турки            | 97             | 20,6%    |
| цигани           | 62             | 13,2%    |
| інша             | 0              | 0%       |
| не визначились   | 3              | 0,6%     |
| Всього відповіли | 471            |          |

Розподіл населення за віком у 2011 році:
Динаміка населення: